# Kevin Rahm
Kevin Rahm (Mineral Wells, Teksas, 7. siječnja 1971.) je američki glumac. Najpoznatiji je po ulozi Kylea McCartya u TV seriji "Sutkinja Amy", a trenutno nastupa kao Lee McDermott u TV seriji "Kućanice".